# 蘭德機場
蘭德機場IATA代码：；ICAO代码：是一個位於南非約翰內斯堡豪登省Germiston的機場，於1920年代建造，但是城市超越地發展，於1960年代被奧利弗·坦博國際機場取代了。
南非航空向南非航空博物館協會捐獻的兩架波音747飛機（編號ZS-SAN和ZS-SPC）在此機場鄰近29跑道入口處展示。

## 航空設備
- 歸航台NDB - RA337.5, RD307.5, RDW287.5
- 甚高頻全向信標VOR - RAV117.7

## 航空公司
- 菲伯斯阿波羅航空

### 備註
- 電力線在跑道17
- 無線電柱在機場內

## 外部連結
- 官方網站 （页面存档备份，存于）
- 南非航空博物館協會 （页面存档备份，存于）